# ريتشارد إتش هال
ريتشارد إتش هال (بالإنجليزية: Richard H. Hall)‏ هو يوفولوجي ‏ أمريكي، ولد في 25 ديسمبر 1930 في هارتفورد في الولايات المتحدة، وتوفي في 17 يوليو 2009 في برنتوود في الولايات المتحدة بسبب سرطان القولون.

## وصلات خارجية
- ريتشارد إتش هال على موقع IMDb (الإنجليزية)